# Trébol de cuatro hojas

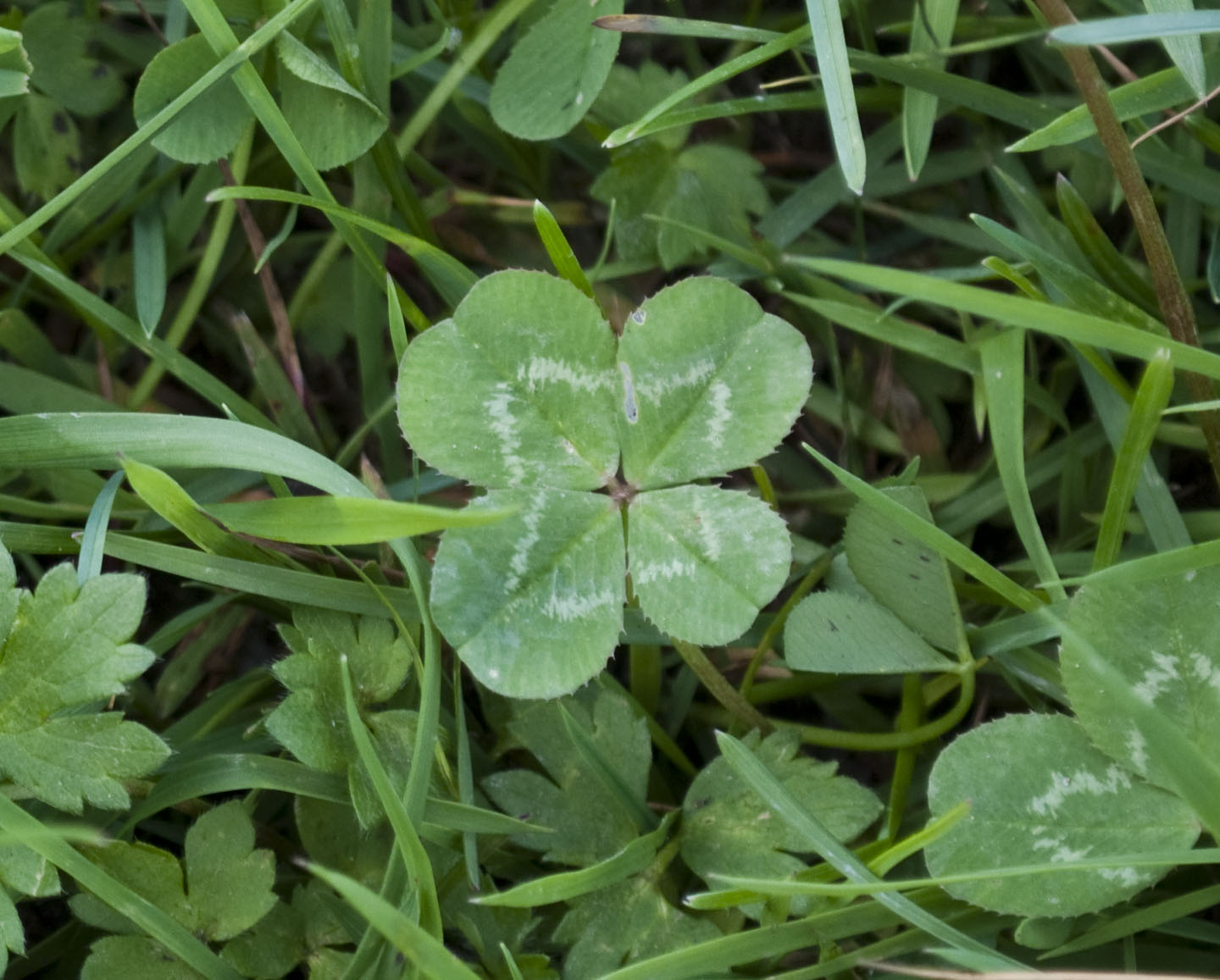
Trébol de cuatro hojas.

El trébol de cuatro hojas es una variación infrecuente del trébol de tres folíolos. Según la tradición supersticiosa, tales folíolos traen buena suerte a sus buscadores.
Una investigación estadística de aproximadamente 5,7 millones de tréboles en seis países de Europa obtuvo como resultado que hay un trébol de cuatro hojas por cada 5000 tréboles de tres hojas, aproximadamente; esto es el doble de probabilidad que la frecuencia comúnmente mencionada de 1 por cada 10.000 tréboles normales. Según esta investigación, hay un trébol de 5 hojas por cada ~24.400 tréboles de tres hojas, y un trébol de 6 hojas por cada ~312.500 de tres hojas. Las frecuencias específicas reportadas son de 5076 a 1 para los tréboles de cuatro hojas; 24.390 a 1 para los tréboles de cinco hojas; y 312.500 a 1 para los tréboles de seis hojas.
El trébol con el mayor número de hojas encontrado hasta el momento tenía 63 folíolos, y fue encontrado por Yoshiharu Watanabe en la ciudad de Nasushiobara, prefectura de Tochigi, Japón, el 2 de agosto de 2023. El trébol pertenecía a la especie Trifolium repens L., o trébol blanco; rompiendo el record previo, un trébol de 56 hojas (de la misma especie) encontrado por Shigeo Obara en la ciudad de Hanamaki, prefectura de Iwate, Japón, el 10 de mayo de 2009. Ambos hombres obtuvieron tréboles con tal número de folíolos mediante la cruza de plantas de tréboles que poseían una gran cantidad de tréboles con una gran cantidad de folíolos, haciendo que, en promedio, hayan tréboles con más y más hojas en cada generación. Shigeo Obara empleó el método de cruza natural, mientras que Yoshiharu Watanabe empleó tanto el método de cruza natural como la cruza manual.
El mayor número de tréboles de 4 hojas encontrados en una hora por un individuo es 451, récord logrado por la estadounidense Gabriella Gerhardt en 2019. En 2018, también batió el récord mundial de tréboles de 4 hojas encontrados en ocho horas por un individuo (887). El 1 de enero de 2023, Gabriella certificó otros dos récords mundiales: la mayor colección en el mundo de tréboles de 6 hojas (1437, superando el récord anterior de 43 tréboles), y la mayor colección en el mundo de tréboles de 7 hojas (209, superando el récord anterior de 17). En 2023, estableció el récord mundial de la mayor colección de tréboles de 4 hojas (118.791, superando el récord anterior de 111.060 tréboles establecido por el estadounidense Edward Martin). En total, Gabriella Gerhardt ha batido cinco récords mundiales, todos ellos certificados por Guiness World Records.
Coleccionistas han logrado records tan altos como 160.000 tréboles de cuatro hojas encontrados en su vida.
Se discute si la generación del cuarto folíolo está causada por razones genéticas o ambientales. Su rareza sugiere un gen recesivo posible que aparece con baja frecuencia. Alternativamente, los tréboles de cuatro folíolos podían ser causados por mutación somática o un error de desarrollo de causas ambientales. Podrían también ser causados por la interacción de varios genes que se segregan en la planta individual. Es posible que las cuatro explicaciones podrían aplicarse a los casos individuales.

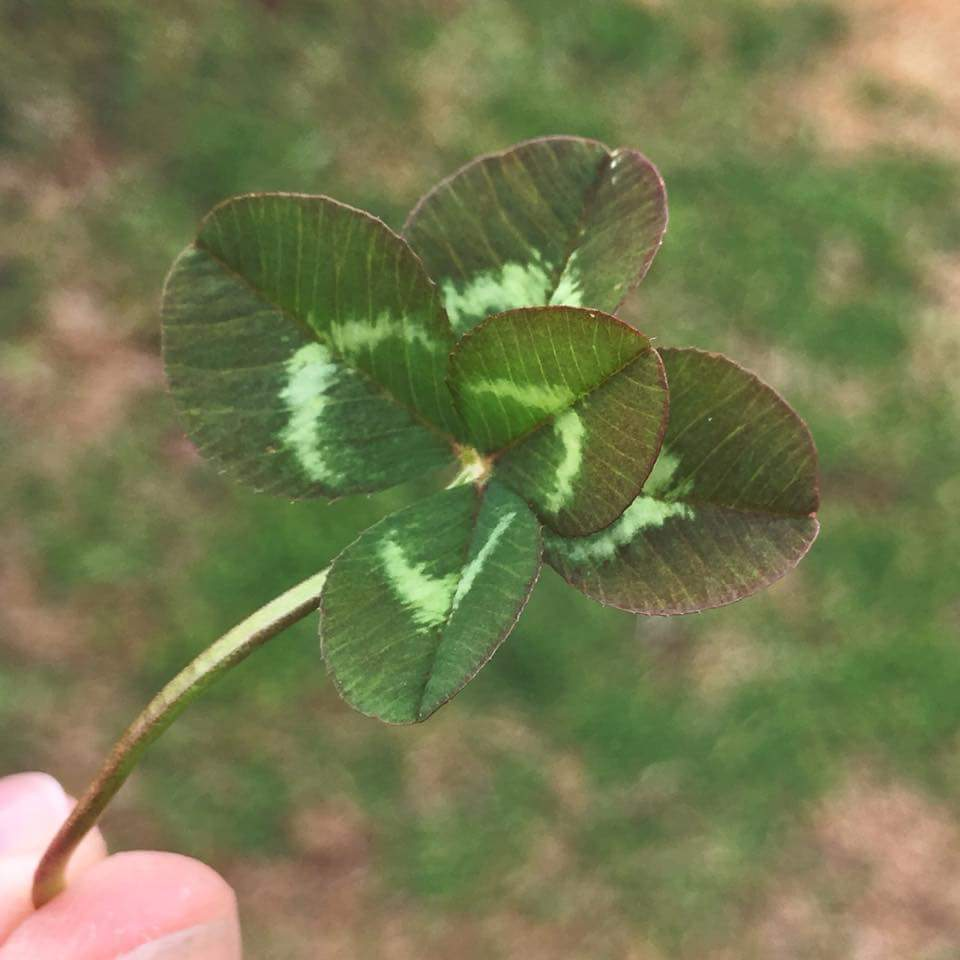
Trébol de cinco hojas.

Según un experimento realizado en 2019 por la, en aquel entonces, joven de 17 años Minori Mori, de Tsukuba, Japón, los tréboles de cuatro hojas parecen tener más probabilidades de aparecer en suelos bien fertilizados. Se ha demostrado que el fosfato (un ingrediente común en los fertilizantes) desempeña un papel en la frecuencia de desarrollo de los tréboles de cuatro hojas en las plantas de trébol. También se ha demostrado que una hormona vegetal llamada auxina, que desempeña un papel importante en el desarrollo de las plantas, aumenta la probabilidad de mutaciones en los tréboles, especialmente el desarrollo de tréboles con más de 4 hojas (tréboles de 5, 6, 7 y 8 hojas fueron posibles de cultivar, poniendo una dosis de fertilizante fosfatado (el doble de la dosis normal) en el suelo donde se pusieron semillas «especiales» de trébol blanco (de una variedad especial que produce tréboles de 4 hojas con más frecuencia que las plantas de trébol normales), así como regando estas semillas con una solución de 0,7 % de auxina en agua, durante la duración de 10 días del experimento).
Para el equipo de Wayne Parro, de la reconocida Universidad de Georgia, en EE. UU, es la presencia de dos versiones de un mismo gen lo que determina el número de hojas del trébol blanco, Trifolium repens. Una, la dominante, inhibe la formación de la cuarta hoja, y la otra, desencadena su crecimiento. Es decir, según esta investigación, para que el trébol desarrolle cuatro folíolos, tiene que heredar dos versiones del gen recesivo. De ahí que encontrar un ejemplar de este tipo sea algo tan poco frecuente.
Otros rasgos visualizados en hojas de trébol blanco (tres, en los estudios: manchitas rojas oscuras, una línea central del mismo color, y un patrón angular que comienza en el peciololo de cada folíolo, también de color rojo oscuro), fueron registrados en localizaciones cercanas, resolviendo una centenaria pregunta: si estos rasgos son controlados por un gen o dos genes separados. El trébol blanco tiene muchos genes que afectan el color de las hojas y su forma, y los tres rasgos estudiados eran raros. Estos rasgos pueden ser muy atractivos, especialmente si se combinan con otros, y pueden convertir al trébol blanco en una planta ornamental.
Ciertas compañías producen actualmente tréboles de cinco folíolos por diversos medios. Richard Mabey alega, en la Flora Britannica, que hay granjas en los Estados Unidos que se especializan en cultivar tréboles de cuatro folíolos, produciendo hasta 10.000 al día (envasados en plástico como encantos afortunados), alimentándolos con un ingrediente secreto genéticamente dirigido a las plantas para animar la aberración. Mabey también indica que los niños aprenden que un trébol de cinco hojas es incluso más afortunado que uno de cuatro.

## Como amuleto de la buena suerte (superstición)
En la tradición celta, los druidas creían que poseían poderes mágicos y que protegían a quienes los encontraban. Con el tiempo, se empezó a decir que cada folíolo representa un aspecto positivo: esperanza, fe, amor, y suerte.
Las supersticiones en torno al trébol de cuatro hojas han evolucionado con los siglos. Algunas personas lo llevan en su cartera, lo guardan en libros o incluso lo convierten en joyas para atraer la buena fortuna. En muchas culturas, encontrar un trébol de cuatro hojas de manera espontánea se considera una señal de que algo bueno está por suceder.
Uno de los usos más populares del trébol en la actualidad es en los juegos de azar, especialmente en la lotería. Se cree que poseer un trébol de cuatro hojas al momento de comprar un billete aumenta las probabilidades de ganar. Aunque no hay ninguna evidencia científica de esto, la fuerza de la creencia hace que muchas personas sigan este ritual con entusiasmo.
El trébol se ha vinculado tradicionalmente a la lotería, siendo, por ejemplo, el logotipo de las Loterías y apuestas del estado español; e incluso alguna de sus administraciones, como El Trébol de la Suerte, recibe este nombre. Muchas personas eligen comprar su billete en un día especial, llevar amuletos o seguir rituales para aumentar sus posibilidades. La esperanza y la fe pueden reforzar la confianza de quienes participan.